# بلاس ریوروس
بلاس ریوروس (انگلیسی: Blas Riveros؛ زادهٔ ۳ فوریهٔ ۱۹۹۸) بازیکن فوتبال اهل پاراگوئه است.
از باشگاه‌هایی که در آن بازی کرده‌است می‌توان به باشگاه فوتبال بازل و باشگاه ورزشی الیمپیا اشاره کرد.
وی همچنین در تیم‌های ملی فوتبال زیر ۱۷، زیر ۲۰ و بزرگسالان پاراگوئه بازی کرده‌است.